# Caecilia tentaculata
Espèce
Synonymes
- Caecilia ibiara Daudin, 1803
- Amphiumophis andicola Werner, 1901

Statut de conservation UICN

 LC  : Préoccupation mineure
Caecilia tentaculata est une espèce de gymnophiones de la famille des Caeciliidae.

## Répartition
Cette espèce se rencontre en dessous de 1 000 m d'altitude dans le bassin amazonien :
- au Brésil en Acre, en Amazonas, au Pará, en Amapá, au  Maranhão et au Mato Grosso ;
- en Guyane.
- au Suriname ;
- au Guyana ;
- au Venezuela ;
- dans le sud de la Colombie ;
- dans l'est de l'Équateur ;
- dans l'Est du Pérou.

Sa présence est incertaine en Bolivie.

## Publication originale
- Linnaeus, 1758 : Systema naturae per regna tria naturae, secundum classes, ordines, genera, species, cum characteribus, differentiis, synonymis, locis, ed. 10 (texte intégral).